# 蓋文達
蓋 文達（がい ぶんたつ、578年 - 644年）は、中国の唐の儒学者。字は芸成。本貫は冀州信都県。秦王府十八学士のひとりに挙げられた。

## 経歴
隋の薊県令の蓋永の子として生まれた。経典や史書を広く学び、とくに『春秋公羊伝』『春秋穀梁伝』『春秋左氏伝』の三伝に通じた。冀州刺史の竇抗が儒生を集めて議論させたとき、劉焯・劉軌思・孔穎達といった儒家の大家が居並ぶなか、文達は難しい問題でみなの意表をつく回答をしたので、一座のものたちは感嘆した。竇抗は不思議に思って、「誰について学問されたのか」と訊ねた。劉焯がこれに答えて「この者は幼い頃から優秀で、天与の才能の持ち主です。多くの質問を寡弁な中でするものですから、この焯が初めての師となった次第です」と言った。竇抗は「氷は水から生まれて水より冷たいというが、このことだろうか」と感心した。 
607年、同安博士に任ぜられた。626年、国子助教に任ぜられ、秦王府の文学館学士となった。636年、諫議大夫に転じ、弘文館学士を兼ねた。639年、国子司業に任ぜられ、蜀王李愔の師となった。李愔が罪に落ちると、文達は免官された。644年、崇賢館学士に任ぜられ、まもなく世を去った。 
一族の蓋文懿もまた儒学者として知られ、当時に「二蓋」と号された。  

## 伝記資料
- 『旧唐書』巻189 列伝第139上 儒学上「蓋文達伝」
- 『新唐書』巻198 列伝第123 儒学上「蓋文達伝」
- 唐太傅蓋公墓碑